# Chironde
Die Chironde ist ein kleiner Fluss im Südwesten von Frankreich, der im Département Dordogne der Region Nouvelle-Aquitaine südwestlich der Stadt Brive-la-Gaillarde verläuft.

## Geografie

### Verlauf
Die Chironde entspringt im nördlichen Gemeindegebiet von Saint-Crépin-et-Carlucet, verläuft generell in nördlicher Richtung durch die Landschaft des Périgord noir und mündet nach rund 15 Kilometern bei Coly, im Gemeindegebiet von Coly-Saint-Amand als linker Nebenfluss in den Coly.

### Orte am Fluss
(Reihenfolge in Fließrichtung)
- Le Poujol, Gemeinde Saint-Crépin-et-Carlucet
- Saint-Geniès
- Maison-Selves, Gemeinde Archignac
- Brégégère, Gemeinde Coly-Saint-Amand
- La Grande Prade, Gemeinde La Cassagne
- Coly, Gemeinde Coly-Saint-Amand